# 安均燮
安 均燮（アン・ギュンソプ、朝鮮語: 안균섭、1923年7月20日または7月21日 - 1990年9月15日）は、大韓民国の陸軍軍人、政治家、実業家。第4代韓国国会議員。
号は南湖（ナモ、남호）。

## 経歴
日本統治時代の全羅北道南原郡出身。全州南中学校卒。全州師範学校（現・全州教育大学校）教師、全州師範後援会理事、全州紡績会社取締役、大韓独立促成国民会全羅北道支部青年部長、反託独立闘争委員会全羅北道支部青年部長、陸軍少領を歴任した。予備役編入後は大韓尚武会（現・韓国在郷軍人会）南原郡連合会会長、自由党南原乙区党委員長・中央常任委員、国民の党政策委員、新韓党漁民局長・党務委員・全羅北道南原地区党委員長を務めた。